# Девід Вернон Вотсон
Девід Вернон Вотсон (англ. David Vernon Watson, нар. 5 жовтня 1946, Стейплфорд, Ноттінгемшир) — колишній англійський футболіст, що грав на позиції захисника.
Виступав, зокрема, за «Сандерленд», з яким виграв Кубок Англії, та «Манчестер Сіті», у складі якого став володарем Кубка англійської ліги. Також провів 65 матчів за національну збірну Англії, ставши гравцем, що провів найбільше матчів за збірну серед футболістів, які ніколи не брали участь у чемпіонаті світу.

## Клубна кар'єра
У дорослому футболі дебютував 1966 року виступами за «Ноттс Каунті» з Четвертого дивізіону, в якому провів неповні два сезони, взявши участь у 25 матчах чемпіонату.
Наприкінці 1967 року перейшов у «Ротергем Юнайтед», який того ж сезону вилетів до Третього дивізіону й Вотсон разом із клубом провів там наступні два з половиною сезони, значну частину з яких був капітаном команди.
У грудні 1970 року за 100 тис. фунтів перейшов у «Сандерленд», що виступав у Другому дивізіоні і провів там наступні чотири з половиною сезони. Протягом цих років виборов титул володаря Кубка Англії у 1973 році, проте так і не зміг допомогти клубу вийти в еліту.
Своєю грою за останню команду привернув увагу представників тренерського штабу «Манчестер Сіті», що виступав у елітному дивізіоні, до складу якого приєднався влітку 1975 року за 175 тис. фунтів. В першому ж сезоні став у складі «манкуніанців» володарем Кубка англійської ліги, а у наступному — віцечемпіоном Англії, відставши від першого місця лише на одне очко. Всього відіграв за команду з Манчестера чотири сезони своєї ігрової кар'єри. Більшість часу, проведеного у складі «Манчестер Сіті», був основним гравцем захисту команди.
Влітку 1979 року Девід став гравцем німецького «Вердера», але через проблеми у клубі дуже швидко мусив покинути Бремен і вже в жовтні того ж року підписав контракт з «Саутгемптоном». За «святих» виступав до січня 1982 року, після чого став гравцем «Сток Сіті».
Влітку 1983 року знову відправився за кордон, ставши гравцем канадського клубу «Ванкувер Вайткепс», де провів сезон 1983, після чого по сезону провів за «Дербі Каунті» та «Ноттс Каунті» у Другому дивізіоні.
Завершив професійну ігрову кар'єру у клубі «Кеттерінг Таун» з п'ятого за рівнем дивізіону Англії, за який виступав протягом сезону 1985-86 років.

## Виступи за збірну
1974 року дебютував в офіційних матчах у складі національної збірної Англії.
У складі збірної був учасником чемпіонату Європи 1980 року в Італії, зігравши у всіх трьох матчах групового Англії — проти Бельгії , Італії та Іспанії. Але нічия, поразка і перемога відповідно не дозволили Англії вийти з групи. Востаннє у формі збірної Вотсон зіграв проти збірної Ісландії в червні 1982 року, після чого не був включений тренером збірної Роном Грінвудом на чемпіонат світу 1982 року, тим самим зробивши Вотсона футболістом з найбільшою кількістю матчів за Англію, який ніколи не грав в фінальному етапі чемпіонату світу.
Всього протягом кар'єри у національній команді, яка тривала 9 років, провів у формі головної команди країни 65 матчів, забивши 4 голи.

## Титули і досягнення
- Володар Кубка Англії (1):

«Сандерленд»: 1972-73
- Володар Кубка англійської ліги (1):

«Манчестер Сіті»: 1975-76